# Colcha K
Colcha K, también conocida como Villa Martín, es una localidad y municipio del sudeste de Bolivia, capital de la provincia de Nor Lípez en el departamento de Potosí. El municipio tiene una superficie de 16 517 km², y cuenta con una población de 12 997 habitantes (según el Censo INE 2012).

## Historia
En febrero de 2024 ocurrieron dos riadas en Colcha K, afectando a 200 familias, destrozando 20 viviendas y poniendo en riesgo a 30 más. Las calles quedaron cubiertas de rocas y lodo, por lo que la alcaldía declaró a la población de Colcha K y las comunidades aledañas de San Juan del Rosario, Mañica y Malil en estado de emergencia municipal.

## Geografía
El municipio de Colcha K limita al norte con el municipio de Tahua, en la provincia de Daniel Campos, al este con el municipio de Uyuni en la provincia de Quijarro y Atocha en la provincia de Sur Chichas, al sur con las provincias de Enrique Baldivieso y Sur Lípez, al oeste con el municipio de San Pedro de Quemes, y al suroeste con la República de Chile.
Topográficamente, el municipio comprende un sistema de valles cerrados o cuencas, rodeado por montañas moderadamente escarpadas, de origen volcánico. En las cuencas existen salares y lagunas, que contienen arena derivada de ceniza volcánica. La región carece de recursos hídricos importantes, apreciándose solo lagunas o “bolsones” de agua encerrados, así como pocos arroyos. Sus altitudes varían entre 4000 a 4800 msnm.

## Demografía
De acuerdo con el censo boliviano de 2024, la población del municipio de Colcha K es de 12 638 habitantes.
La población del municipio creció casi dos tercios entre 1992 y 2024:
| Año  | Habitantes (municipio) | Fuente |
| ---- | ---------------------- | ------ |
| 1992 | 7.733                  | Censo  |
| 2001 | 9.645                  | Censo  |
| 2012 | 12.997                 | Censo  |
| 2024 | 12.638                 | Censo  |

## Economía
El sector sureste del municipio es de vocación pecuaria, con la cría de llamas y ovinos. El cultivo de mayor importancia es la quinua, seguido por la papa, hortalizas y algunas leguminosas. En la región norte del municipio se cultivan cebollas y papas con sistemas rudimentarios de irrigación.

## Atractivos turísticos
Los principales atractivos turísticos del municipio son:
- Cueva del Diablo: La cueva lleva su nombre debido a los cuentos de los pobladores. Se dice que en las noches se escuchan sonidos de música y voces, que se atribuyen a la presencia del diablo. En esta cueva se celebran los festejos de carnavales; es costumbre realizar rituales y ofrendas a la Pachamama tocando música.

- Iglesia Parroquial de Colcha K: La Iglesia de la Virgen de Guadalupe de Colcha K se ubica en la plaza principal. Es en estilo colonial, refaccionado en el tiempo.

- Calvario de la Virgen de Guadalupe: El calvario de la iglesia de Colcha K está ubicado en un cerro detrás del pueblo, lo cual subiendo permite observar de las alturas al pueblo y su entorno. La subida al calvario se celebra el 8 de septiembre cuando toda la población de la comunidad sube hasta la capilla y cumplen ofrendas y rituales a la Pachamama pidiendo lo que cada uno necesita a través de pequeñas representaciones de casas, terrenos, plata.

- Cueva y Museo Arqueológico Tanil Vinto: La Gruta Tanil Vinto presenta en sus amplios espacios formaciones blancas rocosas que se creen ser algas marinas petrificadas. Esta gruta no cuenta con estudios científicos dificultando de esta forma su valorización y difusión. El museo presenta piezas muy antiguas de vajillas, tejidos y momias encontrados en la misma zona por pobladores.

- Museo Comunitario de la Quinua: El museo cuenta con la más variada y completa colección de semillas de quinua, clasificadas de acuerdo a los diversos ecosistemas de la región del Altiplano Boliviano. Su exposición enseña la preparación de la tierra para el cultivo, las formas de cosecha y las diversas utilidades que se aplican a este producto tanto artesanalmente como en las industrias. La infraestructura y el mobiliario del museo fueron construidos por los propios habitantes de la comunidad con materiales del lugar.

- Museo Arqueológico Q'atinchoo: El museo de Atulcha está ubicado en el interior de una cueva, donde se exhiben momias (chullpas) íntegras en sus piezas, utensilios de la vida cotidiana de las civilizaciones pasadas, flechas de varios tamaños. Además, en las proximidades del museo existe una chullpa que, según los cuentos de la población no obstante los saqueos característicos de la región en los sitios arqueológicos, nunca ha sido posible robarla. Las razones no se conocen pero la población cree que ésta chullpa posee algún poder por lo cual la gente que ha intentado robarla siempre la devuelve a su sitio Atulcha.

- Taller Artesanal Atulcha: El taller de la comunidad de Atulcha ha nacido recientemente, aproximadamente el año 2006, donde gracias al apoyo de cooperaciones, han desarrollado habilidades en la elaboración de objetos de adorno en maderas de queñuas y cactus, típicas de la zona. Es un nuevo sustento para la comunidad y su desarrollo.

- Pinturas rupestres de Atulcha: Las pinturas rupestres de Atulcha son un testigo de las antiguas civilizaciones vivientes en el área. Las pinturas representan figuras zoomorfas.

- Mirador de Mañica: El mirador está ubicado en el centro poblado de Mañica. Ocupa un pequeño cerro donde en épocas pasadas se celebraban rituales y costumbres; actualmente quedan algunos restos de piedras que utilizaban como mesas. La población de Mañica ha realizado un sendero que permite dar la vuelta al mirador. Por un lado se puede ver el centro poblado y por el otro, tierras salinas y cerros aledaños.

- Leyendas y tradición oral: En el pueblo de Mañica es muy fuerte el lazo con las civilizaciones más antiguas, la población tiene memoria de sus ancestros a través de historias y leyendas que caracterizaba la gente y que en el tiempo se transmiten de generación en generación.

- Cañadón Poterro: Este cañadón de Santiago de Agencha permite realizar una caminata en medio de una naturaleza virgen que ubica cerca del centro poblado. Es la antigua quebrada de un río donde actualmente no hay agua, sino vegetación de diferente tipo.

- Calvario de Agencha: El calvario de la iglesia de Santiago de Agencha se presta como mirador del paisaje de los alrededores. El ascenso se caracteriza por la presencia de cactus columnares que crecen cerca del camino.

- Museo Arqueológico de Aguaquiza: El museo cuenta con una variedad de objetos y utensilios pertenecientes a civilizaciones pasadas. Entre estos se encuentran flechas de pequeñas y medianas dimensiones, objetos de uso agrícola, utensilios de cocina.

- Centro Artesanal de Maderas de Cactus y Queñua: Artesanías que la población de Aguaquiza produce son de madera de cactus y queñuas típicas de la zona. A través de capacitaciones y cursos de formación la población ha emprendido y desarrollado técnicas de tallados de maderas construyéndose una posibilidad de beneficio económico alternativo.

- Complejo Turístico “Las Maravillas de Zepita”: El complejo incluye un cementerio de chullpas en una cueva, con tumbas subterráneas, un mirador en la parte superior de la cueva y la gruta de las galaxias, La gruta de las galaxias posee un gran valor escénico por las particulares formaciones internas de color blanco, unos primeros estudios dicen que se trata de algas marinas petrificadas. Es un interesante complejo de atractivos turísticos donde la comunidad de Aguaquiza ha centrado sus esfuerzos en la valorización del sitio.

- Pinturas Rupestres de Llavica: Las pinturas rupestres se ubican en una quebrada cerca del centro poblado de Llavica, representan animales domésticos (llamas o burros) en color blanco y rojo. No se cuenta con estudios científicos sobre las pinturas. Desde las alturas de la quebrada se puede observar el pueblo de Llavica y sus alrededores.

- Puerta del Inca - Chaupin Pukara - Inca Corral Pata: El circuito propuesto en las comunidades de Llavica y Villa Candelaria valoriza la naturaleza y algunos restos arqueológicos que después de 10 km. de caminata se ubican en la cima de un cerro donde se pueden observar los alrededores. Estos restos conservados en buen estado, tienen el nombre de Puerta del Inca, Chaupin Punkara e Inca Corral Pata.

- Museo Kawsay Wasy – Necrópolis: En el centro poblado de San Juan del Rosario, este museo arqueológico que cuenta con una infraestructura donde se exhiben objetos y pertenencias de las civilizaciones pasadas, con detalladas explicaciones históricas y cronológicas. Hace parte del museo un sendero de interpretación de una necrópolis a cielo abierto, con una multitud de tumbas de forma oval donde al interior se encuentran momias y utensilios.

- Sitio Arqueológico Lakaya: Llamado Laqaya, que en quechua significa “pueblo en ruinas”, es uno de los asentamiento precolombinos más importantes de Lípez (nombre con que se conoce al Altiplano Boliviano al sur del Salar de Uyuni). El sitio cubre unas 7 hectáreas, distribuidas en dos sectores principales: un reducto fortificado en lo alto y un poblado a sus pies. Fue habitado entre los siglos XII y XVII d.C.; una época marcada por profundos cambios sociales y políticos, incluyendo la expansión y caída del Imperio incaico y la conquista española de América.

- Escocali: Es un centro poblado alejado de Santiago K donde se accede a pie. Presenta un paisaje rocoso y vegetaciones típicas. En la ladera de unas rocas planas y lisas se ubican pinturas rupestres que, a causa del tiempo y su exposición a las intemperies, actualmente son poco visibles. Sin embargo, la caminada y el recorrido son interesantes por la naturaleza y su entorno.

- Ayarwakuna: Sitio arqueológico donde se encuentran restos de construcciones de viviendas o silos de asentamientos humanos anteriormente presentes en esa zona. Se observan construcciones de piedra ubicadas en la base de un grande muro de roca. La población local piensa que estas construcciones servían para castigar a la gente que se dejaba aislada en esa zona.

- Laguna San Antonio: Es una laguna de medianas dimensiones ubicada a los pies de un muro de altas rocas. Es una laguna permanente donde viven varias especies de aves y contornada por altas laderas de roca lisa.

- Pinturas rupestres y chullpas de Santa Bárbara: Este conjunto arqueológico, ubicado en una pequeña cueva a los pies de una loma, se encuentra en buen estado de conservación. Las pinturas rupestres representan flora del lugar de color rojo. Desafortunadamente no existen estudios científicos y por ende no se pueden definir exactamente con datos más ciertos.

- Quebrada Pukara: La quebrada, como sugiere el nombre, es una pukara donde se reconocen viviendas o silos de civilizaciones pasadas, ubicada en las cimas planas de altas rocas que forman una quebrada profunda. Tiene un desnivel, cima-base de aproximadamente 100 m. Ofrece un lindo espectáculo enriquecido por el río permanente que corre en la base de la quebrada.

- Parque zoológico de piedra: Cerca del centro poblado de Villa Mar, se encuentra una planicie con una gran cantidad de rocas aisladas una de la otra, entre las cuales existen formaciones que tornan formas de animales y objetos. Es un sitio apto para paseos.

- Llajtaq'aqa Villa Mar: “Llajtaq'aqa” es un nombre que indica pueblo de piedra, según los “antiguos” del pueblo de Villa Mar. En medio de una planicie se erigen grandes paredes de roca lisa creando un peculiar paisaje.

- Puka Pukara y pinturas rupestres de Tomas Laq`A: La Puka Pukara es un sitio arqueológico que conserva en muy buen estado la estructura urbana y probablemente muros defensivos de civilizaciones pasadas. Las pinturas rupestres se ubican cerca de la Puka Pukara. Se encuentran representaciones antropomorfas y zoomorfas.

- San Cristóbal: Este centro poblado es el “nuevo” pueblo que se ha construido por la presencia de los yacimientos mineros que se están explotando a través de la Empresa Minera San Cristóbal. Antiguamente el pueblo de San Cristóbal estaba más alejado de lo actual. El centro poblado es una nueva urbanización que cuenta con variedad de servicios de comunicación, viabilidad, edificios públicos.

- Iglesia de San Cristóbal: La iglesia, construida en el antiguo pueblo de San Cristóbal, fue traslada piedra a piedra de su lugar original a causa del yacimiento minero, sobre el cual la nueva población y el templo se ubicaban. A través de un difícil acuerdo alcanzado entre la población y la empresa minera interesada en la zona, se logró con el apoyo de expertos, el traslado integral de la Iglesia. Los únicos detalles que han tenido que se replicados a través de específicos estudios y acciones han sido las pinturas internas. La Iglesia de San Cristóbal presenta una arquitectura propia del siglo XVII de tipo barroco; fue construida por los jesuitas. Como en su sitio original, la Iglesia está ubicada dentro de un gran predio cercado con muros perimetrales, tiene el lado sur destinado al ingreso principal al atrio y la Iglesia en cuya parte central se halla un arco rebajado flanqueado por ocho arcos de menor dimensión y en los extremos por dos sobrias espadañas accesibles del exterior desde un leve retiro de la calle. Existe también un ingreso lateral por el oeste de la plaza, hacia un patio luego a la nave. Se destacan en las cuatro esquinas dentro de los muros perimetrales pozas de piedra cortada cubiertas con bóveda; hay otras dos pozas en el pueblo. Este monumento, con planta original de cruz latina presenta nave única, altar menor y mayores en los brazos del crucero. Adosada al lado izquierdo de la nave se halla el baptisterio donde se puede observar pintura mural sumamente interesante. Desde este, se accede al coro alto, existe también pintura mural en la nave donde además hay un altar adosado al lado izquierdo con apoyos laterales, se ha adosado posteriormente al lado izquierdo del altar mayor la sacristía, y a esta un depósito. Las cubiertas son de paja a dos aguas, los muros son anchos, tapiales, revocados con cimiento de cal y canto.

- Mirador Irucancha: El mirador Irucancha es un mirador natural que se complementa con una casita en madera realizada para gozar mejor del paisaje a 360 grados. Desde este mirador se pueden observar las excavaciones a cielo abierto de la Empresa Minera San Cristóbal por un lado y por el otro, se observa en su extensión el Salar de Uyuni, o Tunupa con sus islas y sus cerros.

- Kulpina K: También conocido como Kulpina K, es un centro poblado que hace parte de los “pueblos modelo”. En cuanto a la reconstrucción se ha buscado valorizar aspectos culturales locales, como la utilización de piedras para las construcciones; el estilo y la organización urbana también utilizan conceptos típicos de la zona.

- Ruinas arqueológicas de Laguna Vena: Impresionante asentamiento de 7 ha. de extensión con decenas de grandes torres casi cilíndricas que hoy se hallan totalmente vacías pero en un buen estado de conservación. Las torres han conservado su cubierta hecha por bóveda de avance. Los desniveles naturales entre la loma y la explanada circundante, han servido para instalar recintos hechos de piedra adosados a las paredes naturales que debieron servir como habitáculos. La presencia de agua debió favorecer la agricultura de gramíneas y tubérculos. Existe en superficie escasez de cerámicas y de otros materiales. En términos cronológicos podemos adscribir el sitio al periodo de desarrollo regional tardío. (1100-1460 d. C.).

- Cerro Cuvincho: Es un cerro aislado en medio de una gran planicie que brinda un lindo escenario paisajístico y la posibilidad de observar flora y fauna típicas del Altiplano.

- Centro artesanal de Pozo Cavado: El Centro Artesanal de Pozo Cavado, produce prendas de vestir realizadas en fibra de alpaca, con tinturas naturales y sintéticas. No tiene al momento una producción muy variada de prendas, es bastante limitada por falta de mercados.

- Cruz Vinto. En Cruz Vinto, las viviendas se apiñan sobre una meseta rodeada de acantilados rocosos, que se eleva alrededor de 100 m por encima del terreno circundante. El poblado solo puede ser alcanzado por los extremos noroeste y suroeste de la meseta, que están protegidos por murallas de 1 m de espesor, con tres accesos bien definidos y varios vanos semejantes a “troneras”, desde donde los ocupantes del sitio podrán avistar al enemigo sin exponerse a disparar con arcos y flechas. Cruz Vinto cuenta con espacios públicos o plazas, que son claramente reconocibles debido a la gran densidad de la edificación.

- Mirador Kollije: El mirador se ubica a 16 km del pueblo de Colcha K. Es un cerro desde el cual se puede observar el Salar de Uyuni, sus islas, el territorio Chileno y la cordillera de los Lípez. Para alcanzar y aprovechar de este mirador se requieren un día y buena disponibilidad para las caminatas. La comunidad está interesada en implementar la visita con telescopio que permita visualizar todo el entorno.

- Centro artesanal Viacha: La Asociación de Artesanos del Centro Artesanal de Viacha produce prendas de vestir realizadas en fibra de alpaca, con tinturas naturales y sintéticas. No tiene al momento una producción muy variada de prendas, es bastante limitada por falta de mercados.

Sitios de interés en Colcha K
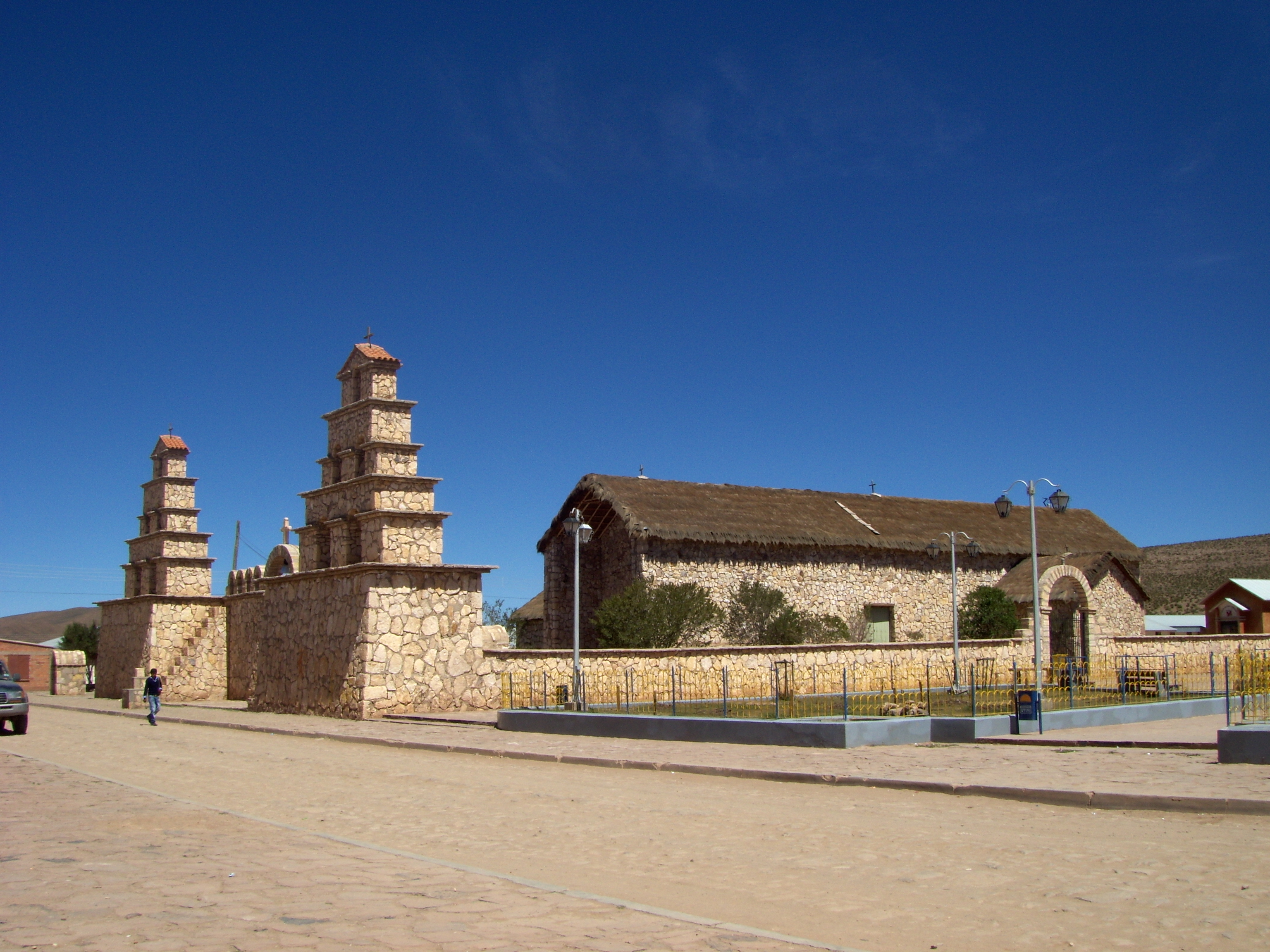
San Cristóbal de Lípez
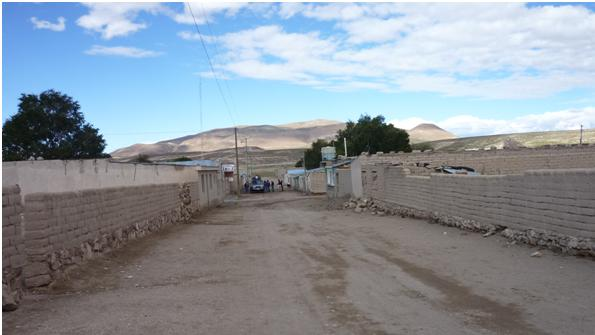
San Juan del Rosario
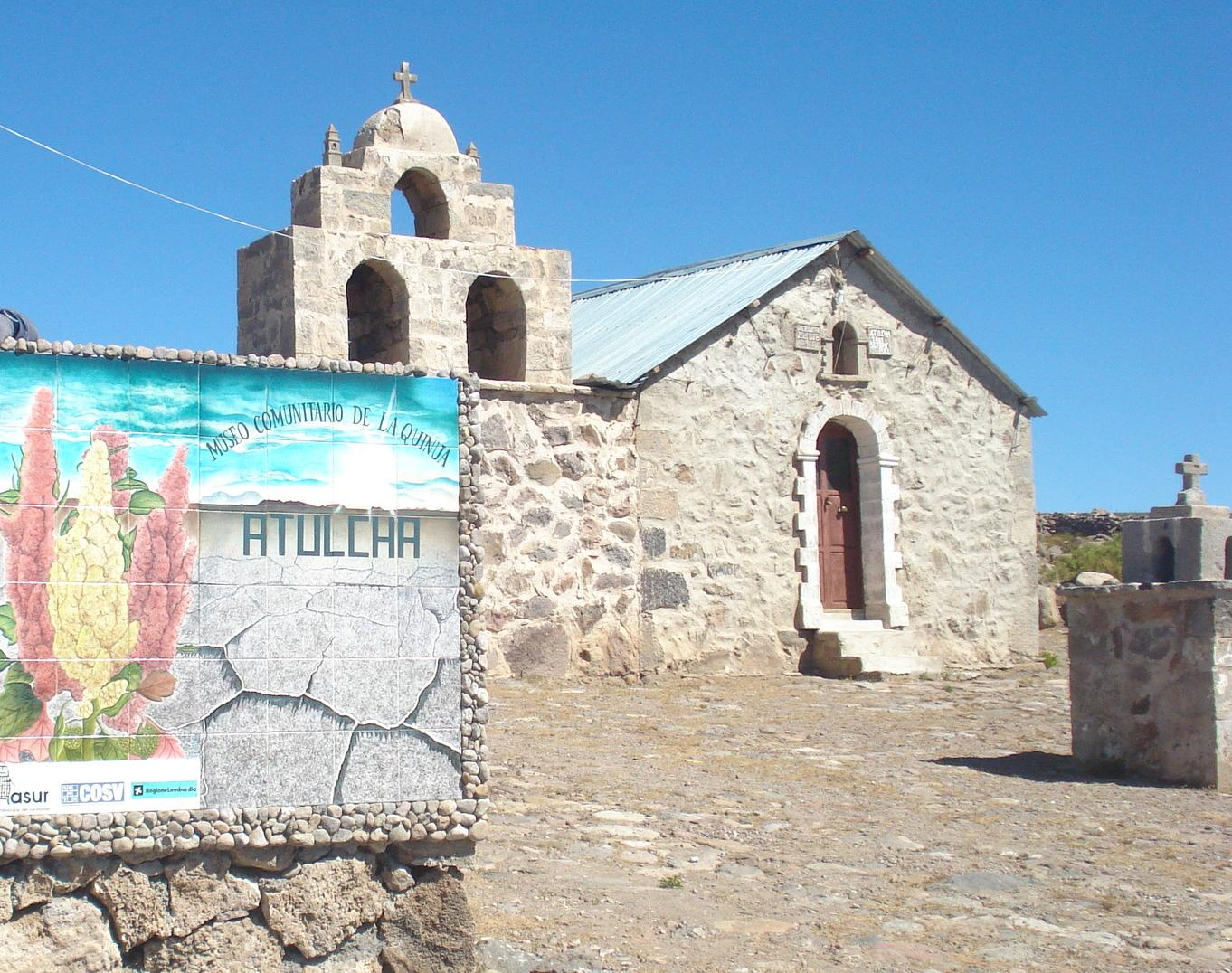
Atulcha

## Clima
La altitud del altiplano incide en gran manera en las condiciones atmosféricas: el aire es enrarecido y diáfano, haciendo que la insolación y la irradiación sean altas; la humedad, baja y la difusión del calor, reducida. La temperatura, con exposición al sol, es alta, mientras que es baja a la sombra.
El municipio presenta un  clima árido y frío (BWk), según la clasificación climática de Köppen. El régimen térmico se caracteriza por una temperatura media anual de unos 9 °C, media de máximas de 18 °C y media de mínimas de 1 °C. Las precipitaciones son escasas, con un valor medio anual de 202 mm, y se presentan desde el mes de diciembre a marzo, alcanzando en enero los valores máximos. La evapotranspiración es muy alta, existiendo un déficit de humedad durante todo el año. Las heladas ocurren en cualquier época, pero con mayor incidencia en los meses de mayo a agosto.

### Precipitación histórica media mensual y anual en mm
| Localidad | Altura | Ene   | Feb  | Mar  | Abr | May | Jun | Jul | Ago | Set | Oct | Nov | Dic  | Año |
| --------- | ------ | ----- | ---- | ---- | --- | --- | --- | --- | --- | --- | --- | --- | ---- | --- |
| Colcha K  | 3 780  | 104.7 | 50.7 | 20.8 | 2.3 | 0.2 | 0.3 | 1.4 | 1.2 | 0.3 | 0.7 | 2.6 | 17.0 | 202 |

### Temperatura
La temperatura media anual oscila entre 8.5 °C (Uyuni) y 9.4 °C (Colcha K). La temperatura media de mínimas mensual oscila entre 4.9 °C en Uyuni y 6.2 °C en Colcha K en el mes de enero y -11.7 °C en Uyuni y -3.4 °C en Colcha K en julio; en Uyuni la media de mínimas está por debajo de 0 °C entre los meses de abril y noviembre, mientras que en Colcha K las mínimas son más atemperadas y el periodo de heladas algo más corto. La temperatura media de máximas oscila entre 12.4 °C en Uyuni y 13.2 °C en Colcha K durante el mes de junio y 21.4 °C y 20.8 °C respectivamente en diciembre. La temperatura sufre cambios bruscos incluso en el mismo día.

### Evaporación
Solo existen datos de mediciones de evaporación en tanque en la estación de Uyuni, que arrojan una media diaria de 4,7mm, lo que supone unos 1788 mm/año.
La evaporación mensual potencial estimada según Penmann para la estación de Colcha K son, por mes (en mm):
| Localidad | Ene | Feb | Mar | Abr | May | Jun | Jul | Ago | Set | Oct | Nov | Dic | Año   |
| --------- | --- | --- | --- | --- | --- | --- | --- | --- | --- | --- | --- | --- | ----- |
| Colcha K  | 130 | 127 | 119 | 105 | 78  | 66  | 53  | 92  | 112 | 142 | 163 | 155 | 1 342 |

### Humedad relativa
La humedad relativa promedio anual registrada en la estación meteorológica de Uyuni es de 33,5 %, oscilando entre un mínimo de 25.8 % en octubre y un máximo de 43.5 % en enero.

## Suelos
Los suelos presentan características edafológicas bastante similares, con suelos pobres, extremadamente superficiales a moderadamente profundas, se caracterizan también por la intervención de agentes geomorfológicos como la actividad volcánica en los últimos periodos geológicos y los procesos erosivos. 
Son suelos de textura arenosa y franco limosa, son de estructura pobre, generalmente con fragmentos gruesos en los perfiles, en gran parte con baja retención de humedad y en otras pobremente, drenados donde el nivel freático es superficial, son suelos con problemas de salinidad y/o sodicidad, suelos aptos para el cultivo de quinua real y no así para otras gramíneas de importancia económica.
Son suelos frágiles donde el proceso de erosión eólica e hídrica está activo y son una amenaza permanente.